# Ferenc Erdei
Dans le nom hongrois Erdei Ferenc, le nom de famille précède le prénom, mais cet article utilise l’ordre habituel en français Ferenc Erdei, où le prénom précède le nom.
Ferenc Erdei est un sociologue, un écrivain et un homme politique hongrois.

## Biographie
Il est né à Makó dans une famille de paysans et étudia le droit à l'université de Szeged, faisant la navette tous les jours depuis Makó, la famille ne pouvant pas payer le loyer. À cette époque, il rejoignit le mouvement du collège d'art de la jeunesse de Szeged (hu), puis le camp des écrivains populaires (hu). À la faculté de droit et de sciences politiques, il était très ami avec Béla Reitzer (hu) et István Bibó.
Il a écrit sur la situation de la paysannerie dans ses livres et analysé le sort des personnes vivant de l'agriculture dans des études sociographiques. Ses œuvres les plus célèbres de cette période sont : Sables mouvants (1937), Paysans (1938), Village hongrois (1940).
En 1939, il est l'un des fondateurs du Parti national paysan et, en 1945, il est élu secrétaire général du parti.
Déjà lors de la réunion de 1943 à Sárso, Erdei s'etait fixé comme objectif de réaliser une société socialiste.
Après la guerre, il commença à collaborer de plus en plus étroitement avec le parti communiste, essentiellement en tant que crypto-communiste, ce qui est d'autant plus compréhensible qu'il a secrètement adhéré au parti communiste hongrois dès décembre 1944. Ministre de l'intérieur en tant que député du parti paysan (jusqu'aux élections de 1945 à l'Assemblée nationale, après lesquelles le parti communiste reprit l'important ministère de l'intérieur), il créa le département de la police politique de la police d'État, le prédécesseur de l'Autorité de protection de l'État, qui était déjà basé au 60 Andrássy út.

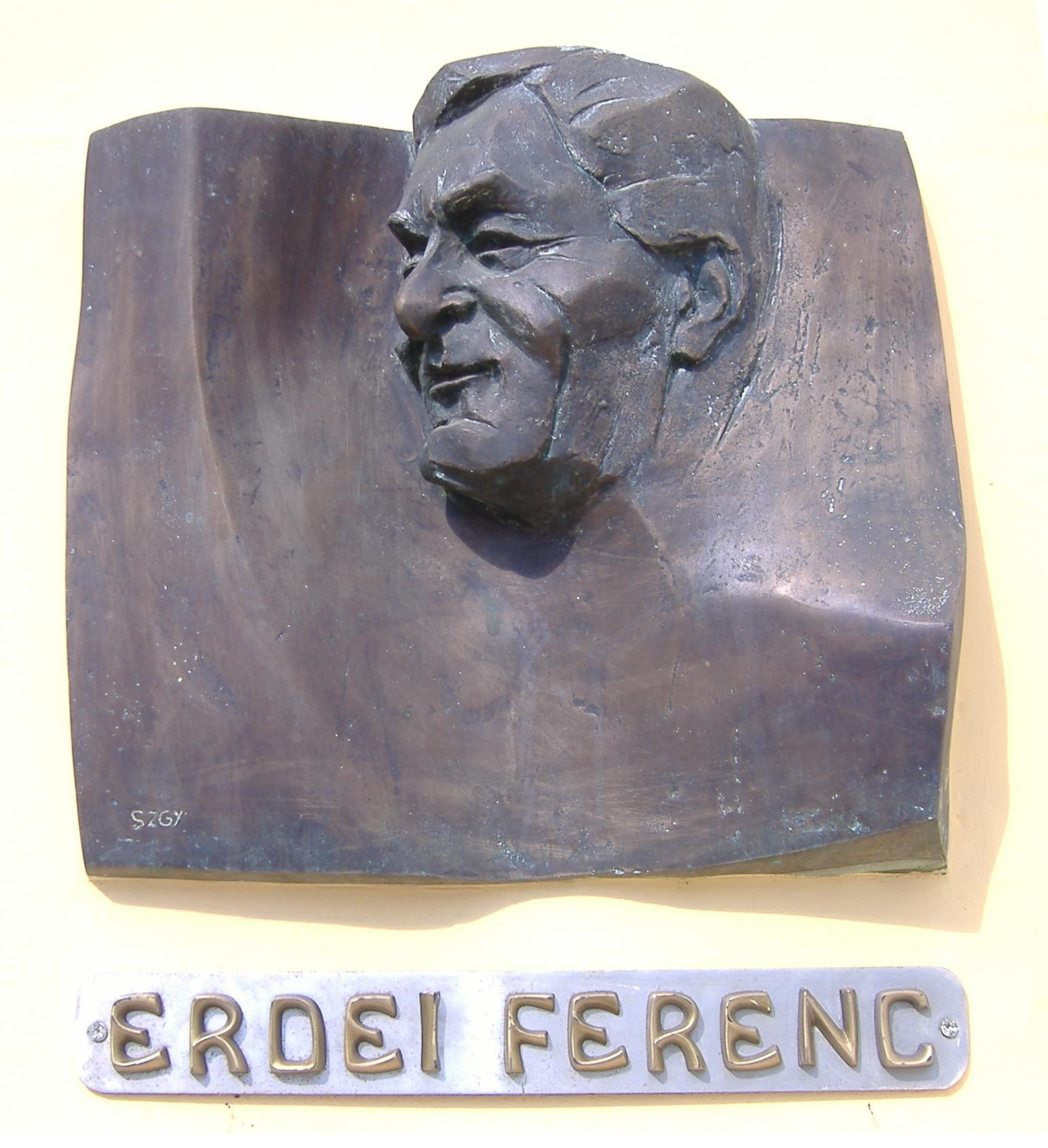
Plaque commémorative à Makó de Gyöngyi Szathmáry.

Après l'instauration d'une dictature totale à parti unique, il servit le régime communiste associé au nom de Rákosi sans émettre aucune critique. Entre 1949 et 1953, il fut ministre de l'agriculture, responsable de la rédaction des listes des koulaks à la soviétique, du vidage dee greniers et des atrocités dans les villages et les campagnes. Il joua un rôle majeur dans la création de coopératives agricoles. Grâce à ses activités, Ferenc Erdei est à cette époque considéré avec une haine intense par la plus grande partie de la paysannerie hongroise. À partir de juillet 1953, il est ministre de la Justice. En 1953, lors de l'apaisement après la mort de Staline, lorsque Imre Nagy fut installé au pouvoir par les dirigeants soviétiques, Erdei se rangea du côté de Rákosi pendant le premier mandat d'Imre Nagy, puis de nouveau du côté de Rákosi lorsque celui-ci reprit le pouvoir. En 1955, il fut brièvement reconduit au poste de ministre de l'agriculture.
Lors de l'insurrection de Budapest, malgré son passé, Imre Nagy le nomma vice-premier ministre dans son premier gouvernement, grâce à leur étroite amitié personnelle. Nombreux sont ceux, dont László Németh, Gyula Illyés et Géza Féja (hu), qui reformèrent le Parti national paysan sous le nom de Parti Petőfi, et qui s'opposèrent à ce que Ferenc Erdei jouât un quelconque rôle dans la direction du pays. Il fut évincé du gouvernement suivant, mais - sans doute comme une dernière mission - il resta l'un des chefs des délégations hongroises qui négocient avec les Soviétiques. Le 3 novembre, à l'arrivée aux pourparlers de Tököl, le KGB arrêta Pál Maléter, ministre de la Défense, et toute la délégation. Lors de son arrestation, il fut sévèrement battu, ses longs cheveux distinctifs furent tondus et il fut humilié. Après quelques semaines, à l'intercession de János Kádár, il fut libéré. Officiellement, il continua à coopérer avec la direction politique et se vit attribuer des postes mineurs, mais sa loyauté non critique envers les Soviétiques se transforma en une haine réprimée.
À partir de 1957, il devint secrétaire général de l'Académie hongroise des sciences et directeur de l'Institut de recherche agricole, et joua un rôle majeur dans la collectivisation de l'agriculture en 1959. Ce processus démantela la société paysanne hongroise traditionnelle et la vie agricole, pour la remplacer par une agriculture d'État à grande échelle. Celle-ci, après les injustices massives commises lors de son introduction, et malgré les nombreuses imperfections de l'agriculture planifiée socialiste, fournit de bons rendements et des moyens de subsistance à la paysannerie, qui a satisfait les besoins domestiques et a également produit pour le marché (marché soviétique, marché du Conseil d'assistance économique mutuelle, marché ouest-allemand) jusqu'au changement de régime.
De 1964 à 1970, il fut secrétaire général du Front populaire patriotique (en). De 1966 à 1971, il exerça la fonction de rédacteur en chef de la revue universitaire Magyar Tudomány. En 1948 et 1962, il reçut le prix Kossuth, et en 1948, la médaille Kossuth (première classe). En 1964, il a reçu la médaille d'or de l'Académie.

Ferenc Erdei (Makó, 24 décembre 1910[4] - Budapest, 11 mai 1971) Sociologue hongrois, membre du groupe des écrivains populaires, l'un des principaux combattants du Front de mars, homme politique, après 1945 en principe un représentant du Parti national paysan, en pratique il a pleinement coopéré avec les communistes, et a participé aux légalités de crabe des années 1950. Pendant la période du Grenier, de 1949 à 1953, il est ministre de l'agriculture, mais aussi ministre de l'intérieur et ministre de la justice. Pendant la révolution de 1956, il a été vice-premier ministre en dépit de ses antécédents politiques compromis, grâce à sa relation personnelle avec Imre Nagy, et sa destitution imminente à la suite du tollé a été empêchée par la répression de la révolution. Après 1956, il a de nouveau été une force motrice dans la lutte pour la fédéralisation des coopératives. Il a une importante production littéraire. Membre correspondant du MTA à partir de 1948, membre à part entière à partir de 1956, il a été de 1951 à sa mort (pour avoir été athée et marxiste) le pasteur, ou président laïc, du district de l'église réformée de Tiszántúli.

## Galerie

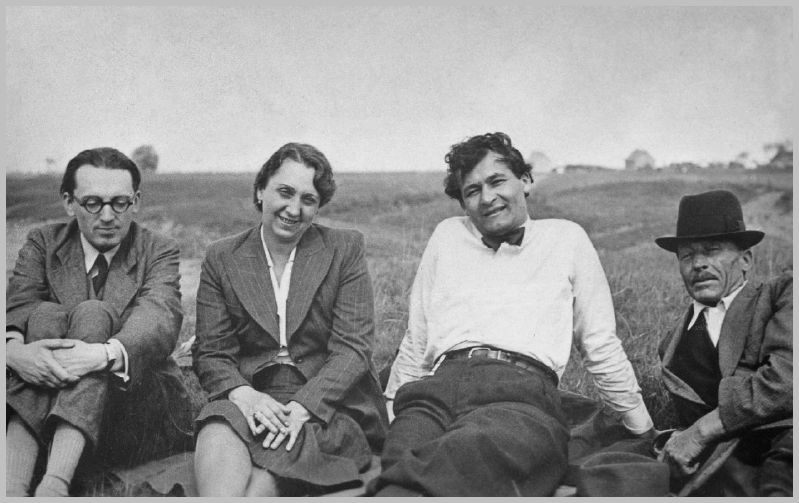
István Bibó, non identifiée, Erdei Ferenc, père d'Erdei Ferenc, en 1940.
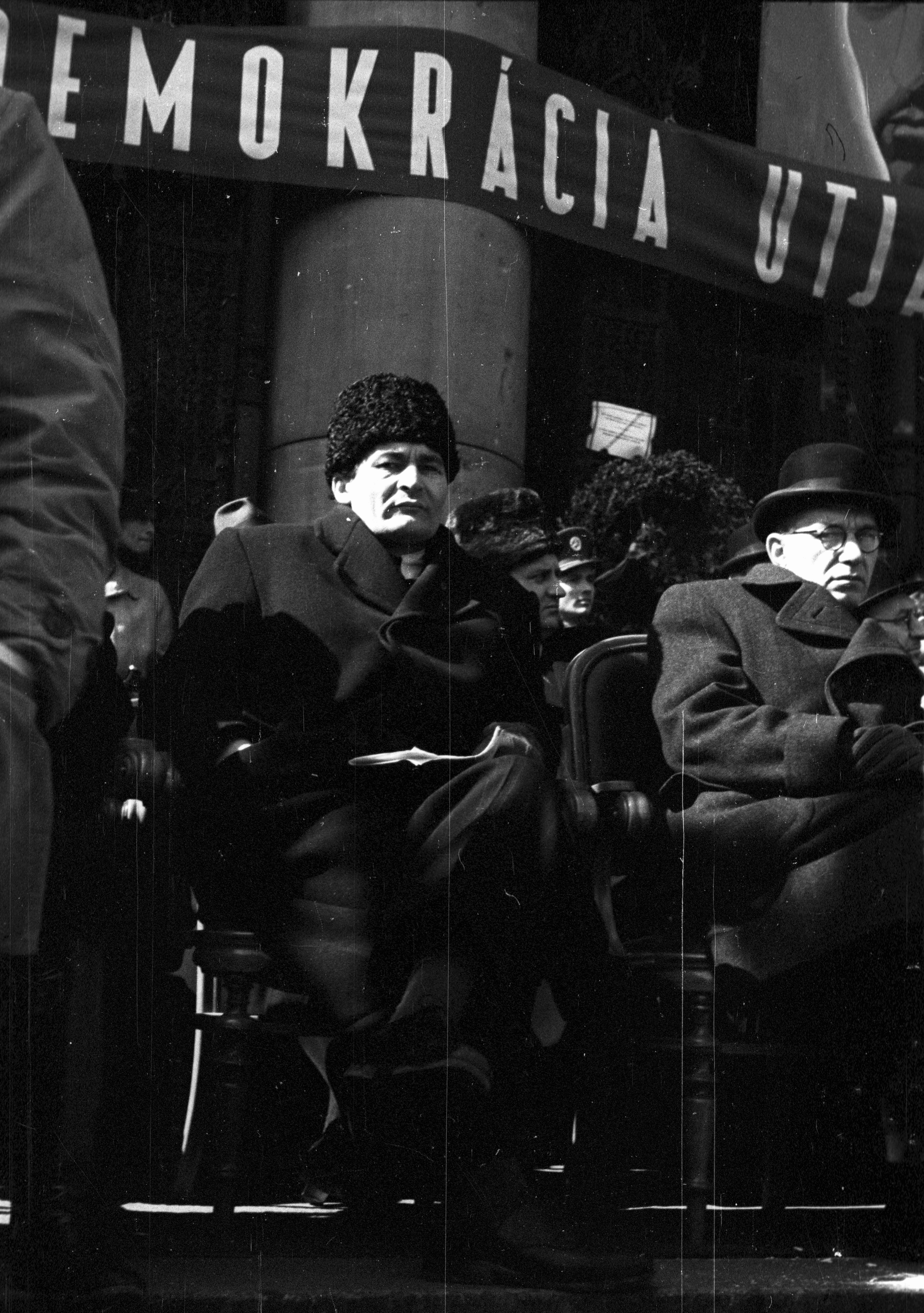
Erdei Ferenc en 1947.